# Apeiron
Das Apeiron (altgriechisch τὸ ἄπειρον ‚das Unendliche, das Unbegrenzte‘ in einem quantitativen Sinn) ist ein philosophischer Begriff für einen Urstoff, den der Vorsokratiker Anaximander (um 610–546 v. Chr.) prägte.
Apeiron – wörtlich die Negation der „Grenze“ (griech. peirata), also „das Un-Begrenzte“ – wird auch mit „das Unbestimmte“ übersetzt und als das Prinzip definiert, das – im Unterschied zum Kosmos – weder Anfang noch Ende habe. Eine weitere Übersetzungsmöglichkeit – gewonnen aus einer Variante desselben Wortstammes (peirao; em-peiria) – ist „das Unerfahrbare“. Gegen diese Interpretation wird eingewendet, dass der Begriff einen Abstraktionsgrad voraussetze, der für die vorsokratische Philosophie untypisch sei.
Die bekannteste, mutmaßlich wortgetreue Überlieferung jenes Abschnitts aus dem Lehrgedicht Anaximanders, der das Apeiron als Anfang und Ende aller materiellen Phänomene zu bezeichnen scheint, wird dem Historiographen Simplikios zugeschrieben. Nach ihm lautete genannte Passage wie folgt:

„Anfang und Ende der seienden Dinge ist das Apeiron. Woraus … den seienden Dingen das Werden, in das hinein geschieht auch ihr Vergehen nach der Schuldigkeit; denn sie zahlen einander gerechte Strafe und Buße für ihre Ungerechtigkeit nach der Zeit Anordnung.“

 Simplikios bestimmt es auch – ähnlich wie Aristoteles – als „Anfang und Element der seienden Dinge“ („ἀρχήν τε καὶ στοιχεῖον τῶν ὄντων τὸ ἄπειρον“). Die Übersetzung des Apeiron mit „Prinzip und Element“ wird in der Folge auch von anderen verwendet.
Dieser Satz gilt als Grundlagenfragment für Anaximander. Eine mehrheitlich getragene Gesamtinterpretation dieser Passage gibt es bisher in der Forschung nicht. Fragmente, die von Zeitgenossen wie Theophrast und Aristoteles erhalten sind, zeigen auch für die Antike unterschiedliche Interpretationen. Auch Platon nimmt in seinem Dialog Philebos (16c ff.) indirekt auf den Begriff des Apeiron Bezug, indem er in seiner Kosmologie das Apeiron („Unbegrenzte“) und das Peras („Begrenzte“) als zwei fundamentale Prinzipien beschreibt, die in Wechselwirkung miteinander stehen. Für die Interpretationen des Satzes werden diese und Fragmente anderer griechischer Autoren herangezogen.
Englisch-sprachige Interpretationen der Gegenwart gehen weit übereinstimmend davon aus, dass es sich bei dem Satz des Anaximander in der Hauptsache um die Beschreibung natürlicher Prozesse handle. Diese Prozesse seien umkehrbar und wiederholten sich endlos. Möglich ist, dass Anaximander dieses sich wiederholende Entstehen und Vergehen auch auf den Kosmos bezog. Seine Vorstellungen darüber, wie sich dieses beobachtbare Geschehen mit dem Prinzip Apeiron verbindet, sind nicht belegt.
Ältere Autoren, wie Wolfgang Schadewaldt, erläutern, dass Anaximander mit dem Terminus „Ungerechtigkeit“ ein allgemeines Phänomen thematisiert: Wir beobachteten überall, wie ein Lebewesen vom Tod des anderen lebt, wie jedes auf Kosten des anderen da sei. „Das Wasser nagt das Land an und trägt es ab, das Land wieder schränkt das Wasser ein und drängt es zurück, das Flüssige verdampft unter der Wärme, und überhaupt ist das Heiße etwas, das stark solche Ungerechtigkeit ausübt.“ Anaximander habe so das „Werden und Vergehen“ zur Ordnung alles Lebens, metaphysisch formuliert zur „Seinsordnung“ erklärt.
Martin Heidegger regte mit seiner Interpretation des Anaximander-Satzes – unter dem Titel „Spruch des Anaximander“ – an, die griechischen Termini im Sinn von „reich und Vorgedachtes bergend“ aufzufassen.
Die Interpretationen der ersten antiken Historiographen (vor allem die von Theophrast und Aristoteles) haben bis heute die Auffassungen über die vermuteten Vorstellungen des Anaximander geprägt, die in Fragmenten anderer erwähnt wurden. Seit einigen Jahren ist es möglich, einen größeren Kontext von Quellentexten miteinzubeziehen. Hier ist das Projekt des klassischen Altphilologen Georg Wöhrle (Universität Trier) zu nennen. Erste Ergebnisse von Mitarbeitern aus diesem Projekt liegen für die Rolle des Aristoteles in der Interpretationsgeschichte vor. Es wird z. B. anhand ausführlicher Quellendiskussionen erläutert, dass er aus seiner Sicht dem Apeiron einen „göttlichen Charakter“ unterstellt habe. Dies dürfte aber nicht die Auffassung von Anaximander gewesen sein, wenn man die Gesamtheit der inzwischen zugänglichen Texte miteinbeziehe. Eher habe Aristoteles seine kosmologischen Vorstellungen vom ‚alles wirkenden und steuernden göttlichen Beweger denen seines Vorgängers unterstellt.